# Alan Parks
Pour les articles homonymes, voir Parks.
Alan Parks, né en 1963, est un romancier écossais, auteur de romans policiers dans le genre tartan noir.

## Biographie
Avant de devenir écrivain, Alan Parks travaille dans le monde de la musique. Il travaille avec Lloyd Cole and the Commotions et divers autres groupes à London Records puis à Warner Music.
Alan Parks commence en 2017 une série de romans mettant en scène Harry McCoy, enquêteur de police dans les années 1970 à Glasgow, en Écosse.
Tous les titres contiennent un mois de l'année dans son titre.
Son troisième roman, Bobby March Will Live Forever, remporte le prix Edgar-Allan-Poe 2022 du meilleur livre de poche et le prix Mystère de la critique romans étrangers 2023.
Son cinquième roman May God Forgive remporte en 2022 le titre de meilleur roman policier écossais de l'année.

## Œuvre

### Romans

#### SérieHarry McCoy
- Bloody January (2017) Publié en français sous le titre Janvier noir, traduit par Olivier Deparis, Paris, Payot et Rivages, 2018 ; réédition Payot et Rivages, coll. « Rivages/Noir » no 1082 (2020)  (ISBN 978-2-7436-4948-7)
- February’s Son (2019) Publié en français sous le titre L'Enfant de février, traduit par Olivier Deparis, Paris, Payot et Rivages, 2020 (ISBN 978-2-7436-4949-4) ; réédition Payot et Rivages, coll. « Rivages/Noir » no 1105 (2022)
- Bobby March Will Live Forever (2020) Publié en français sous le titre Bobby Mars forever, traduit par Olivier Deparis, Paris, Payot et Rivages, 2022 (ISBN 978-2-7436-5502-0) ; réédition Payot et Rivages, coll. « Rivages/Noir » no 1117 (2023)  (ISBN 978-2-7436-4948-7)
- The April Dead (2021) Publié en français sous le titre Les Morts d'avril, traduit par Olivier Deparis, Paris, Payot et Rivages, 2023 (ISBN 978-2-7436-5907-3) ; réédition Payot et Rivages, coll. « Rivages/Noir » no 1133 (2024)
- May God Forgive (2022) Publié en français sous le titre Joli Mois de mai, Paris, Payot et Rivages, 2024 (ISBN 978-2-7436-6333-9) ; réédition Payot et Rivages, coll. « Rivages/Noir » no 1144 (2025)
- To Die in June (2023) Publié en français sous le titre Mourir en juin, Paris, Payot et Rivages, 2025 (ISBN 978-2-7436-6552-4)

## Prix et distinctions

### Prix
- Prix Edgar-Allan-Poe 2022 du meilleur livre de poche pour Bobby March Will Live Forever[2]
- Prix McIlvanney 2022 pour May God Forgive[3]
- Prix Mystère de la critique romans étrangers 2023 pour Bobby March Will Live Forever[4]

### Nominations
- Prix Edgar-Allan-Poe 2020 du meilleur livre de poche pour  February’s Son[2]
- Prix Macavity 2022 du meilleur livre de poche pour Bobby March Will Live Forever[5]
- Trophée Michèle Witta 2023 du roman étranger pour Bobby Mars forever[6]
- Prix Steel Dagger 2023 pour May God Forgive[7]